# Miconia hospitalis
Miconia hospitalis es una especie de planta fanerógama en la familia de Melastomataceae. 

## Distribución y hábitat
Es endémica de Perú. Especie arbórea conocida del centro del país, a altitudes de 1300 a 1700 m s. n. m., en las cuencas del río Tulumayo y del río Pachitea, y en la "Reserva Comunal El Sira", donde fue recolectada en 1969

## Taxonomía
Miconia hospitalis fue descrita por Wurdack y publicado en Notizblatt des Botanischen Gartens und Museums zu Berlin-Dahlem 9: 1145. 1927.
Etimología
Miconia: nombre genérico que fue otorgado en honor del botánico catalán Francisco Micó.
hospitalis: epíteto